# Порт Шанхая

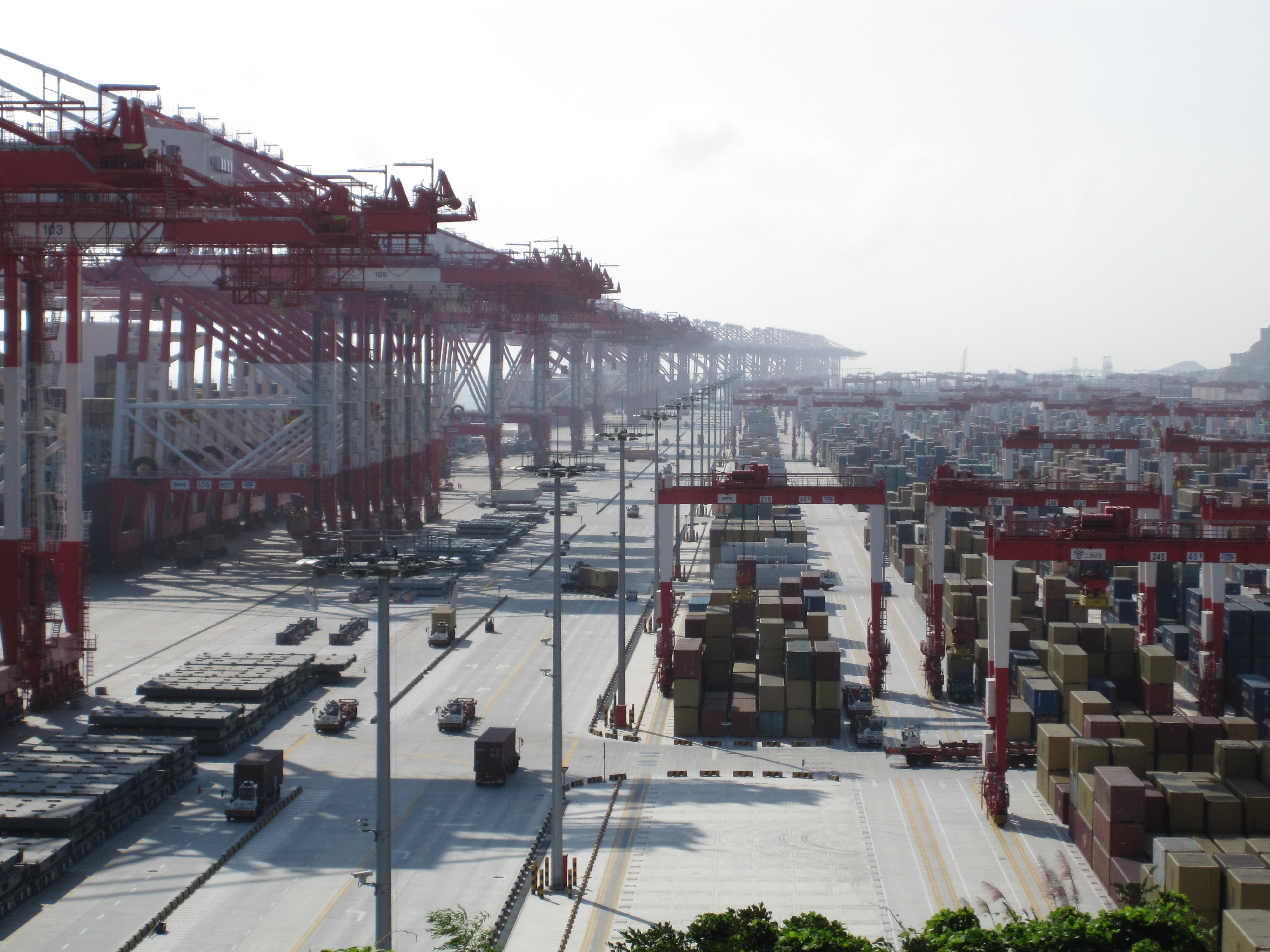
Глубоководный порт «Яншань»

Порт Шанхай — глубоководный морской и речной порт. Располагается в непосредственной близости от крупного мегаполиса Китайской Народной Республики — Шанхай. После введения в эксплуатацию в 2005 году глубоководного порта Яншань, порт Шанхая является крупнейшим в мире портом по грузообороту.
Порт Шанхай (Port name: SHANGHAI, Port code: CNSHA, Abbreviation: SHA) расположен на Восточно-китайском море, в месте слияния рек Янцзы, Хуанпу и Цяньтан. К югу от Шанхая находится залив Ханчжоу. Порт связывает северную и южную акваторию Китая, внутренними речными путями по Янцзы – соединен с провинциями Цзянсу, Чжэдзян и Аньхой. Развитая дорожная система объединяет порт со всеми регионами Китая. Судоходные маршруты проложены более чем к 300 портам мира. 
Шанхайский порт –элемент политики центрального правительства КНР по развитию портовой инфраструктуры.  Он является типичной китайской моделью частно-государственного партнерства. Правительство является главным организатором и осуществляет стратегическое управление. Частный бизнес преобладает количественно и имеет полную хозяйственную самостоятельность в выполнении поставленных задач. В акционерном обществе Shanghai International Port Group (SIPG) у государства контрольный пакет. В свою очередь, SIPG и государственная Китайская компания океанского судоходства (Cosco, 5-е место в мире по морским контейнерным перевозкам) являются главными акционерами многочисленных специализированных компаний, имеющих собственность и бизнес в Шанхайском порту.

## Объём обработанных грузов
- 1984: 100 млн т
- 1999: 186 млн т
- 2005: 443 млн т
- 2006: 537 млн т
- 2007: 561 млн т
- 2008: 508 млн т, 28 млн TEU[4]
- 2009: 505,7 млн т, 25 млн TEU[5]
- 2010: 534,4 млн т, 29 млн TEU[6]
- 2011: 590,4 млн т, 31,7 млн TEU[7]
- 2012: 644,8 млн т, 32,5 млн TEU[8]
- 2013: 696,9 млн т, 33,6 млн TEU[9]
- 2014: 678,3 млн т, 35,2 млн TEU[10]
- 2015: 646,5 млн т, 36,5 млн TEU[11]